# 渡边良夫
渡边良夫（日语：渡邊 良夫/わたなべ よしお，1905年10月29日—1964年11月4日），是日本政治人物，曾担任岸信介时期的厚生大臣、众议院议员。